# Scheiner-Methode

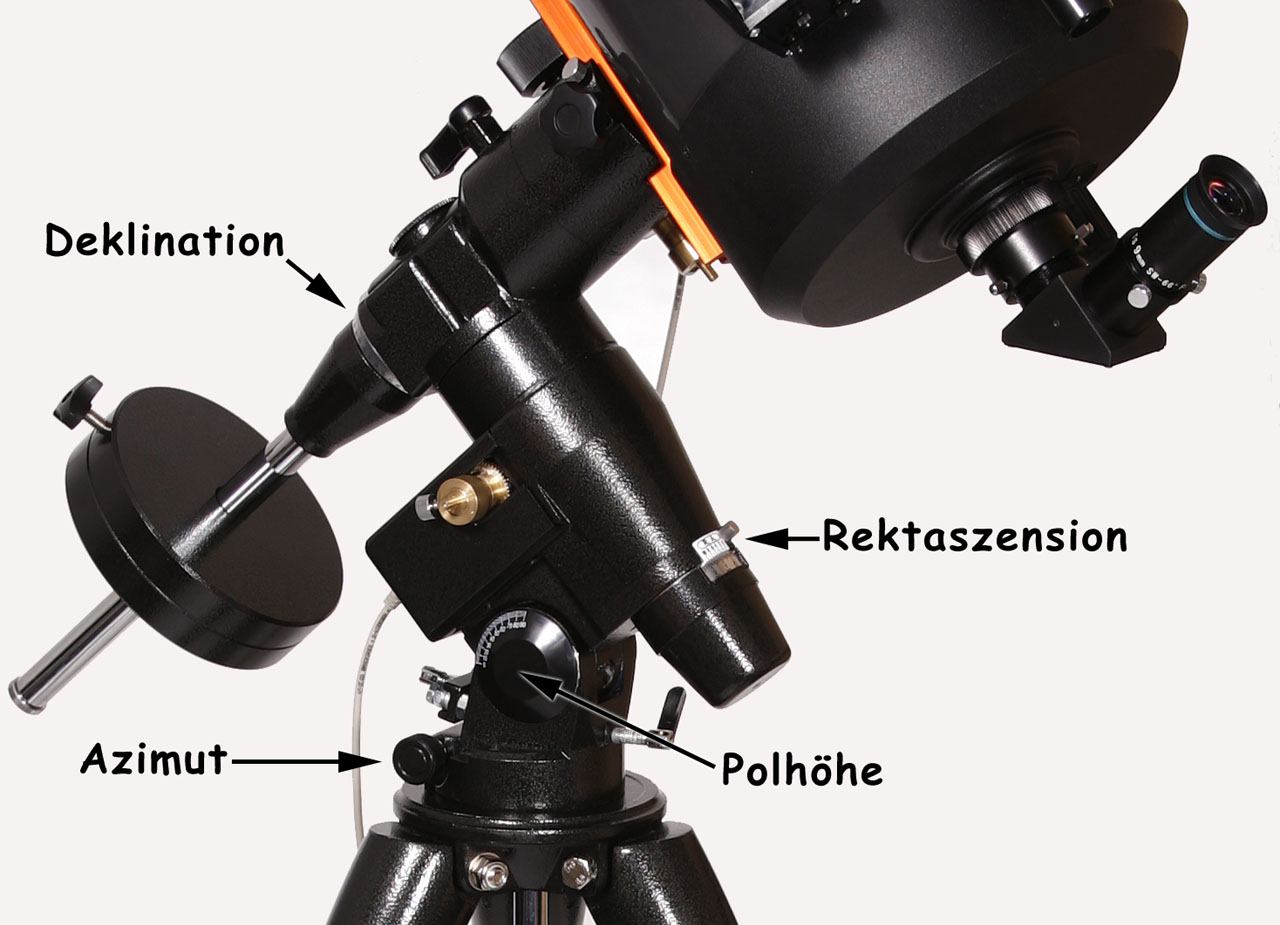
Azimut- und Polhöheneinstellung bei einem Amateurteleskop

Die Scheiner-Methode ist ein Verfahren zur sog. „Poljustierung“ oder „Einnordung“, mit dem eine äquatoriale (parallaktische) Fernrohrmontierung präzise auf den Himmelspol ausgerichtet werden kann. Der Vorgang wird auch „Scheinern“ oder „Einscheinern“ genannt. Im englischen Sprachraum ist die Bezeichnung „Drift Alignment Method“ gebräuchlich.
Entwickelt wurde die Methode vom deutschen Astrophysiker Julius Scheiner in Zusammenhang mit seiner Mitwirkung bei den internationalen Arbeiten zum photographischen Himmelsatlas. Sie wurde in seinem Buch Die Photographie der Gestirne sowie im Bulletin du Comité Permanent de la Carte du Ciel Photographique veröffentlicht.
Hält man sich genau an die Anleitung in den Original-Veröffentlichungen (), kann die Ausrichtung der Polachse auf eine Genauigkeit von ungefähr 1 Bogenminute unter optimalen Bedingungen in etwa 30 Minuten erfolgen. Sehr viele Anleitungen für die Scheiner-Methode greifen allerdings nicht auf Scheiners detaillierte Beschreibung zurück und weichen teils grob und oftmals fehlerhaft davon ab, was zu einem unnötigen Zeitaufwand bis in den Stundenbereich oder dem Versagen der Methode führen kann.

## Hintergrund
Die Scheiner-Methode (oder andere Verfahren zur exakten Poljustierung) sind die Voraussetzung für punktförmige Sternabbildungen in der Astrofotografie. Eine nicht exakt auf den Himmelspol ausgerichtete Montierung führt zu einem langsamen „Abdriften“ des Beobachtungsobjektes. Richtung und Stärke dieser Drift sind dabei von der Größe und Richtung der Polachsen-Fehlstellung, sowie der Deklination und dem Stundenwinkel des eingestellten Objektes abhängig.
Während das Abdriften der Sterne, das durch Ungenauigkeiten im Antrieb, mechanische Durchbiegungen, atmosphärische Refraktion und den verbleibenden Polfehler verursacht wird, durch die (manuelle oder elektronische) Nachführ-Korrektur ausgeglichen werden kann, bewirkt eine mangelhafte Poljustierung bei Langzeitbelichtungen eine kontinuierliche und unkorrigierbare Bildfelddrehung. Je länger die Belichtung, je kleiner der Bildwinkel und je kleiner die Pixel des Bildsensors, desto höher werden aus diesem Grund die Anforderungen an die exakte Poljustierung.
Auch gute mechanische Teilkreise lassen sich nur mit einer möglichst exakt eingenordeten („eingescheinerten“) Montierung sinnvoll nutzen.
Der Fehler in der Ausrichtung der Polachse auf den Himmelspol („Polfehler“) lässt sich in zwei senkrecht zueinander stehende Komponenten aufspalten: den Fehler in Polhöhe und in Azimut. Die meisten parallaktischen Montierungen haben zu diesem Zweck Justierschrauben, um eine Feinkorrektur der Poljustierung in Polhöhe und Azimut zu ermöglichen.
Scheiner erkannte, dass sich die beiden Komponenten des Polfehlers in bestimmten Stellungen der Montierung als ein Abdriften eines Sterns ausschließlich in Deklinations-Richtung zeigen. Fehler im Antrieb der Stundenachse werden so unwirksam, da sich diese nur in Rektaszensions-Richtung auswirken. So lassen sich in zwei unterschiedlichen Positionen des Fernrohrs der Azimutfehler und der Polhöhenfehler isoliert voneinander korrigieren.
Ein weiterer Vorteil des Scheiner-Verfahrens ist das Ausrichten der Montierung auf den sogenannten „scheinbaren“ Himmelspol, der durch die Refraktion etwas höher als der wahre Himmelspol ist. Dies ist eher vorteilhaft, da die Refraktionserscheinungen sich dann etwas geringer auf die Gleichmäßigkeit der Nachführung auswirken, als bei Ausrichtung auf den wahren Himmelspol.
Da die Scheiner-Methode die direkte Auswirkung („Drift“) des zu korrigierenden Fehlers („Polfehler“) zur Messung benutzt, ist sie – korrekt angewandt – quasi narrensicher, da sie keine selbst wiederum zu justierenden Hilfsmittel, wie beispielsweise einen Polsucher oder Teilkreise, benötigt.

## Anleitung (nach der Original-Beschreibung)
Man stellt zunächst einen Stern im Meridian ins Zentrum eines Fadenkreuzokulars bei möglichst hoher Vergrößerung (300...600-fach) ein. Zur Minimierung von Refraktions- und Durchbiegungs-Fehlern der Montierung und des Teleskop-Tubus wählt man einen Stern möglichst im (oder nah am) Zenit. Das Okular wird dabei so gedreht, dass die Fäden genau in Deklinations- bzw. Rektaszensions-Richtung orientiert sind. Nach einiger Zeit wird sich nun der Azimutfehler in einem Abwandern („Drift“) des Sterns auf dem Deklinationsfaden bemerkbar machen. Eine davon unabhängige Drift in Rektaszensionsrichtung wird ignoriert.
Die Größe der Drift in einem festen Zeitintervall (z. B. 10 Minuten) ist ein direktes Maß für den Azimutfehler. Da ein Azimutfehler von 1´ eine Deklinations-Drift von lediglich 2,66´´ in 10 Minuten Beobachtungszeit erzeugt, ist die hohe Vergrößerung und die Auswahl eines zenitnahen Sternes unabdingbar für eine schnelle und sichere Erkennung des Azimutfehlers. Weicht der Stern vom Fadennetz in Deklination nach Norden (im umkehrenden Fernrohr) ab, so weist das Südende der Stundenachse zu weit nach Osten (bzw. nach Westen wenn die Abweichung nach Süden erfolgte).
Zur genauen Justierung der Polhöhe wird ein Stern mit einem Stundenwinkel von 6h oder 18h eingestellt. Zur Minimierung der verfälschenden Refraktionserscheinungen ist es hier besonders wichtig, einen Stern in der Nähe des Himmelspols zu verwenden. 6h oder 18h Stundenwinkel bezeichnet hier also einen Stern genau links oder rechts vom (und möglichst nah am) Himmelspol.
Die oftmals zu findende Anweisung, für die Polhöhen-Justage einen Stern im Osten oder Westen ungefähr 30° über dem Horizont einzustellen ist denkbar ungünstig, da hier der Stundenwinkel schon deutlich von 6h bzw. 18h abweicht und die Refraktion und andere schädliche Effekte noch deutlich ausgeprägt sind. Diese fehlerhafte Anweisung ist wahrscheinlich für die vielen unnütz verbrachten Justier-Stunden mit ungenügenden Ergebnissen verantwortlich.
Beim Verdrehen der Justierschrauben für Polhöhe und Azimut sollte man immer das Auge am Okular haben und die Bewegung des Kontrollsternes beim Verdrehen und finalen Anziehen der Justierschrauben nach Abschluss der Poljustierung beobachten. Durch die Elastizität der Justiermechanik und des Montierungskopfes kann man hier nicht mit einem linearen Verhalten beim langsamen Verdrehen beziehungsweise beim finalen Anziehen der Justier- bzw. Konterschrauben rechnen. Oft bewegt sich der Leitstern sprunghaft, teilweise auch mit einer unerwünschten Komponente senkrecht zur gewünschten Richtung. Man muss daher gegebenenfalls mit der gegenüberliegenden Schraube oder mit den Schrauben der jeweils anderen Achse den Kontrollstern wieder in die Solllage zurückholen. Eine anzustrebende Genauigkeit von beispielsweise einer Bogenminute entsprechen unter Umständen nur wenige Mikrometer am Montierungskopf. Aus diesen Gründen ist es geboten, das Verfahren zweimal hintereinander beziehungsweise nach Anziehen aller Justier- und Konterschrauben ein weiteres Mal durchzuführen.

## Erweiterung der Scheiner-Methode
Bereits Scheiner selbst hat darauf hingewiesen, dass man aus der zeitlichen Deklinations-Drift des Sterns direkt die notwendigen Umdrehungen der Azimut- und Polhöhen-Justierschrauben ableiten kann. Dies gelingt allerdings nur zufriedenstellend, wenn man ein Fadenkreuzokular mit einer Messskala (oder wenigstens einer „Kästchenteilung“) verwendet. Alternativ lässt sich die notwendige Korrektur in Azimut bzw. Polhöhe auch direkt im Fadenkreuzokular ablesen, sofern das Fadenkreuzokular Skalen in X- und Y-Richtung besitzt (oder alternativ zwischen Driftmessung und Korrektureinstellung um 90 Grad gedreht wird). Detaillierte Anleitungen dazu finden sich z. B. bei Rhemann u. Kersche, Knülle, sowie Leifert. Leider schleicht sich auch hier teilweise wieder die falsche Anweisung mit dem Stern über dem Ost- oder West-Horizont für die Polhöhen-Justage ein.
Anstelle eines Fadenkreuz- oder Messokulars ist eine elektronische CCD- oder CMOS-Kamera eine erhebliche Erleichterung. Hiermit können selbst kleinste Driftraten schnell und bequem quantitativ erkannt und direkt ausgewertet werden. Es gibt spezialisierte Scheiner-Programme zur direkten Verwendung mit einer Vielzahl von Kameras oder (Autoguider) CCD-Kameras mit integrierter Driftraten-Anzeige. Auch spezialisierte Apps für Smartphones sind erhältlich.

## Poljustierung mittels elektronischer Teilkreise und Computer-Unterstützung
Bei modernen, computergesteuerten Amateurteleskopen mit Goto-Montierungen oder „digitalen Teilkreisen“ übernimmt der in die Montierung oder am Hand-Steuergerät eingebaute Computer diese Berechnungen. Voraussetzung hierfür ist, dass Datum, Uhrzeit und geografischer Standort bekannt sind (manuelle Eingabe oder automatische Ermittlung durch einen eingebauten GPS-Empfänger) und die Montierung bereits genähert nach Norden ausgerichtet wurde. Der Beobachter peilt nun lediglich einen äquatornahen, hellen Stern im Südmeridian mit einem Fadenkreuzokular an. Anschließend berechnet der Computer die Idealposition des Sterns und bewegt diesen dann aus der Ursprungsposition heraus. Zum Abschluss verdreht der Benutzer Azimut und Polhöhe der Stundenachse von Hand so lange, bis sich der Stern wieder an der Ursprungsposition im Fadenkreuz befindet. Die Zeitdauer bis zur Neupositionierung überbrückt die Steuerung durch ein beständiges Nachführen der Montierung.
Neuere Go-to-Steuerungen kennen auch die „Zweistern-Methode“, bei der Sterne in zwei Himmelsrichtungen in die Gesichtsfeldmitte gestellt werden und daraus die Drehmatrix der Montierungsachsen berechnet wird. Bei teureren Geräten gibt es sogar die „Dreistern-Methode“, bei der ein 3. Stern zur Kontrolle und Minimierung der Restfehler dient.
Die Genauigkeit dieser Methoden ist aber durch die Auflösung der verwendeten Winkelencoder und weiterer Faktoren auf typisch 10–30 Bogenminuten begrenzt und erreicht oft nicht die für Langzeit-Fotografie erforderlichen Werte.
Eine noch junge Alternative zur Scheiner-Methode, die bei allen äquatorialen Montierungen anwendbar ist (ohne Goto und Encoder), ist Einnorden mit Excel. Dazu braucht man lediglich eine Digitalkamera und einen Computer mit Standardsoftware.